# Liste der Monuments historiques in Réguisheim
Die Liste der Monuments historiques in Réguisheim führt die Monuments historiques in der französischen Gemeinde Réguisheim auf.

## Liste der Bauwerke
| Bezeichnung       | Beschreibung                                                      | Standort               | Kennzeichnung | Schutzstatus | Datum | Bild           |
| ----------------- | ----------------------------------------------------------------- | ---------------------- | ------------- | ------------ | ----- | -------------- |
| Kirche St-Étienne | westlicher Turm um 1200, Schiff von 1778, östlicher Turm von 1888 | Rue de l’Église (Lage) | PA00085584    | Classé       | 1988  | weitere Bilder |